# 潭頭
潭頭，是臺灣高雄市林園區的一個傳統地域名稱，位於該區北部。相較於今日行政區，其範圍大致包括潭頭里不含東半葉的北部邊界地帶及東部邊界地帶、林內里不含北部邊界地帶西至中段、中厝里、林園里北部。

## 歷史
台灣日治初期，潭頭地區為一街庄，稱為「潭頭庄」，隸屬於小竹下里。昔日該庄北與赤崁庄為鄰，東隔淡水溪（今高屏溪）與五房洲庄為界，南邊為溪洲庄、林仔邊庄，西南邊為王公廟庄，西北邊為二橋庄。
1901年（日治明治三十四年）11月，全台設置二十廳，該庄隸屬於鳳山廳。1903年（明治三十六年）6月，該庄編入「赤崁區」，隸屬於鳳山廳。1909年（明治四十二年）10月，合併二十廳為十二廳，赤崁區改隸屬於臺南廳。1920年（大正九年）10月，廢十二廳改設五州二廳，該庄改制為「潭頭」大字，隸屬於高雄州鳳山郡林園庄。
戰後林園庄改制為林園鄉，隸屬於高雄縣，大字亦改制為村。1950年10月，高、屏分治，林園鄉仍隸屬於高雄縣。2010年12月25日，因高雄縣市合併，林園鄉改制高雄市林園區，村亦改制為里。

## 聚落
本地區發展較早的聚落有潭頭、中厝、林內等，在日治期初期的官方地圖上已有記載。

## 交通
省道台25線是鳳山至林園的幹道，經過本地區新庄子聚落東郊、赤崁聚落東側。由該道路北行可前往大寮區大寮市區（山子頂）、鳳山區，並止於省道台1線路口；南行可前往林園區林園市區，並止於省道台17線路口。
省道台29線是達卡努瓦至林園的幹道，也是高屏溪-楠梓仙溪流域的主要連絡道路，經過本地區潮寮（潮洲藔）、會結等聚落。由該道路北行可前往大樹區、旗山區、杉林區、甲仙區、那瑪夏區，並止於達卡努瓦部落內十字路口；南行可前往林園區溪洲地區，並止於省道台17線路口（雙園大橋橋下）。
區道高81線是赤崁至潭頭的道路。
區道高82線是潭頭至堤防的道路。
區道高83線是潭頭至桔仔腳的道路。
區道高85線是新庄至五塊厝的道路。

## 學校
- 金潭國小

## 公共設施
- 鳳山水庫（東南部）